# Ostrea anatinus
Ostrea anatinus (лат. Ostrea anatinus) врста је шкољки из породице правих острига (Ostreidae).

## Статус
Неприхваћен

## Прихваћено име
Malleus anatinus (Gmelin, 1791)

## Оригинални извор
- Huber, M. (2010). Ostrea anatinus Gmelin, 1791. In: MolluscaBase (2017). Accessed through: World Register of Marine Species at http://www.marinespecies.org/aphia.php?p=taxdetails&id=542010 on 25.11.2017